# Crystal Hefner

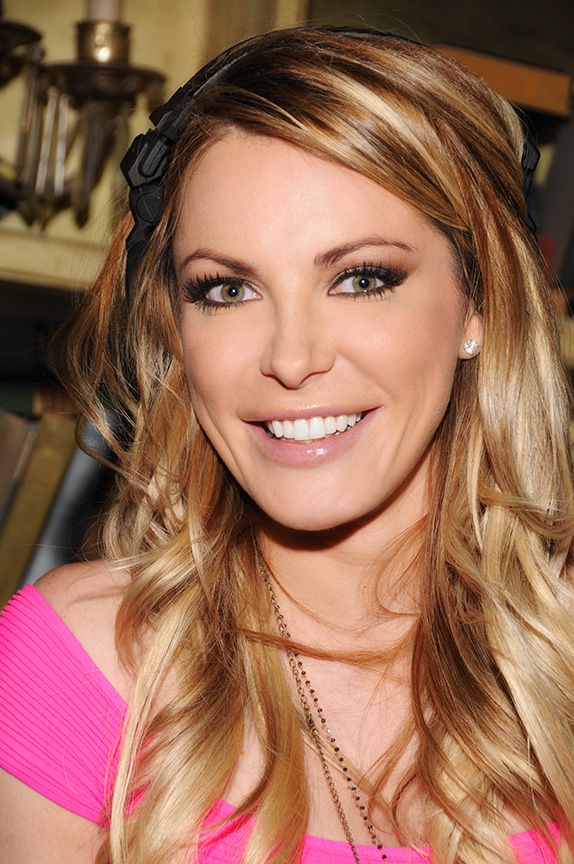
Crystal Harris, 2014

Crystal Hefner (geborene Crystal Harris; * 29. April 1986 in Lake Havasu City, Arizona) ist ein US-amerikanisches Playmate.

## Leben
Harris’ Eltern waren britische Entertainer, die in einem England-Themen-Vergnügungspark in Lake Havasu City, Arizona, arbeiteten. Sie hat zwei ältere Schwestern. Harris besuchte die La Jolla High School, danach studierte sie auf der San Diego State University Psychologie.
Hugh Hefner lernte sie 2008 auf einer der berühmten Halloween-Partys auf der Playboy Mansion kennen. Seitdem verbrachte sie immer mehr Zeit in der berühmten Residenz des Playboy-Gründers, den sie dort auch immer besser kennenlernte. 
2009 liierte sie sich dann mit Hefner und zog daraufhin in die Playboy-Villa ein. Durch ihre Beziehung mit Hefner war sie, neben Kristina und Karissa Shannon, in der sechsten Staffel der Serie The Girls of the Playboy Mansion zu sehen. 2010 hatte sie unter anderem neben Anna Sophia Berglund und Claire Sinclair einen Auftritt im Backdoor-Pilot The Girls Next Door: The Bunny House. Außerdem trat sie in vier Episoden von Kendra Wilkinsons Doku-Soap Kendra und in zwei Episoden von Holly Madisons TV-Serie Holly's World auf.
Im Dezember 2009 war sie Playmate des Monats im amerikanischen Playboy. Auf der Juli-Ausgabe 2011 des amerikanischen Playboys war Harris auf dem Cover zu sehen und sollte in dieser Ausgabe ursprünglich als Hefners neue Ehefrau vorgestellt werden. Da Harris die Beziehung zu Hefner nur wenige Tage vor der geplanten Hochzeit beendete und der Playboy zu diesem Zeitpunkt schon gedruckt war, konnte dies nicht mehr berichtigt werden. Stattdessen entschied man sich, die Ausgabe mit einem Aufkleber zu versehen, auf dem „Runaway Bride in this issue!“ (zu deutsch „Die Braut, die sich nicht traut, in dieser Ausgabe!“) zu lesen war. Im deutschen Playboy war sie in der April-Ausgabe 2011 zu sehen.
Seit 2010 war Harris bei der Organica Music Group unter Vertrag. Ihre Debüt-Single Club Queen kam am 14. Juni 2011 auf den Markt. Am 25. März 2013 folgte die zweite Single True Harmony, die dritte Single Call the Cops wurde am 16. September 2013 veröffentlicht. Am 27. August 2015 veröffentlichte Harris zudem ihr erstes Album Pick up Lines, das sieben Tracks enthält.
Am 26. Dezember 2010 gab Hugh Hefner seine Verlobung mit Crystal Harris bekannt – es wäre Hefners dritte Ehe gewesen. Am 14. Juni 2011 – wenige Tage vor der geplanten Hochzeit – löste Harris die Verlobung mit dem 60 Jahre älteren Playboy-Gründer. Zeitungsberichten zufolge war Harris seit Juni 2012 wieder mit Hefner zusammen. Am 31. Dezember 2012 heirateten Hefner und Harris.
Harris wurde in das Testament des am 27. September 2017 verstorbenen 91-jährigen Hugh Hefner nicht aufgenommen. Der Nachlass Hefners, der auf ca. 43 Millionen US-Dollar geschätzt wird, wurde zwischen dessen Kindern, der University of California und karitativen Einrichtungen aufgeteilt, Harris erhielt davon nichts. Hefner kaufte aber bereits im Jahr 2013 ein Haus im Wert von fünf Millionen US-Dollar für Harris, damit diese nach seinem Tod versorgt sei.
2024 erschienen ihre Memoiren unter dem Titel Only Say Good Things: Surviving Playboy and Finding Myself.

## Diskografie
- 2011: Club Queen
- 2013: True Harmony
- 2013: Call the Cops
- 2015: Pick up Lines